# تایگا ناکانو
تایگا ناکانو (انگلیسی: Taiga Nakano؛ زادهٔ ۷ فوریهٔ ۱۹۹۳) بازیگر اهل ژاپن است.
از فیلم‌ها یا برنامه‌های تلویزیونی که وی در آن نقش داشته‌است می‌توان به اوندا: ۱۰٬۰۰۰ شب در جنگل اشاره کرد.